# András Róna-Tas
András Róna-Tas (Budapest, 30 dicembre 1931) è uno storico e linguista ungherese.
Conseguita la laurea in etnologia e linguistica (dedicandosi soprattutto allo studio di turco, mongolo e tibetano sotto la guida di Gyula Ortutay, István Tálasi, Gyula Németh e Lajos Ligeti), nel 1957-1958 si recò in Mongolia per condurre sul campo studi antropologici sulla cultura, la lingua, il folclore di alcune tribù nomadi. 
Negli anni 1960 Róna-Tas concentrò i suoi studi sui Ciuvasci del medio Volga. 
Nel 1971 conseguì il dottorato con una tesi "La teoria dell'affinità linguistica e le relazioni linguistiche tra le lingue Ciuvascia e Mongola", pubblicato come "Affinità linguistiche" nel 1978.
Tra 1968 e 2002 Róna-Tas è stato professore di Studi Altaici e Storia ungherese delle origini  
alla Università József Attila di Seghedino, dove oggi è professore emerito. 
Ha pubblicato più di 300 titoli tra libri, articoli, recensioni, ecc. (in particolare di storia e linguistica ungherese, società eurasiatiche, tibetane, cumani, cazari, oghuz e alani).
La sua opera maggiore è probabilmente il volume "Gli ungheresi delle origini",pubblicato nel 1996 e tradotto in inglese nel 1999.  
Nel 1996 ha ricevuto il premio Humboldt.